# Taeniaptera wulpi
Taeniaptera wulpi är en tvåvingeart som beskrevs av Steyskal 1967. Taeniaptera wulpi ingår i släktet Taeniaptera och familjen skridflugor. Inga underarter finns listade i Catalogue of Life.